# Віридомар (вождь інсумбрів)
Вірідомар (д/н — 222 рік до н. е.) — вождь кельтського племені інсумбрів, який володарював у 220-х роках до н. е.

## Життєпис
Вірідомар очолював похід кельтського племені інсумбрів у долині річки Пад (сучасна По). тут він з'єднався з іншим племенем боїв й спустошив усю долину. Захопивши північну Італію Вірідомар мав намір (за деякими даними) рушити на Етрурію, яка вже на той час належала Римській республці.
Римляни вирішили попередити наступ інсумбрів й у 222 році до долину Пада підійшла римська армія на чолі із консулом Марком Клавдієм Марцеллом. Вірідомар зміг зібрати 10 тисяч вояків й рушив на зустріч ворогові. Битва відбулася при Кластидії. Тут в герці з Марцеллом загинув Вірідомір, а армія інсумбрів зазнала тяжкої поразки.